# Amalie Murtfeldt

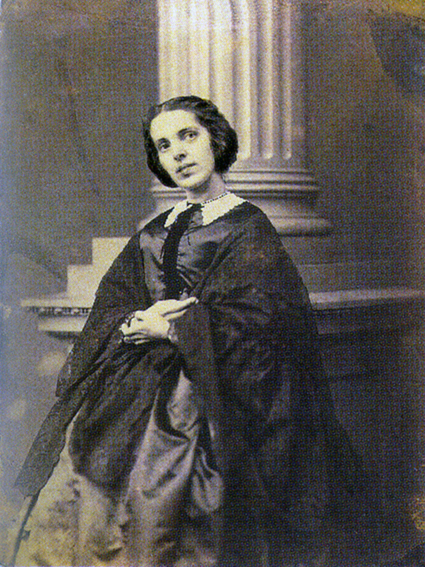
Amalie Murtfeldt (1860)

Amalie Murtfeldt (* 22. März 1828 in Bremen; † 28. Juni 1888 ebenda) war eine deutsche Malerin.

## Biografie
Murtfeldt war die Tochter des Kaufmanns Carl Friedrich Wilhelm Murtfeldt und von Friederike Murtfeldt, geb. Schneidel. Während ihre Schwester Ida eine Ausbildung zur Klavierlehrerin begann, nahm Amalie zweieinhalb Jahre Unterricht bei dem Bremer Porträtmaler Carl Anton Kirchner. 1849 erhielt sie ein Stipendium des Bremer Senats, mit dessen Hilfe sie zunächst an der Düsseldorfer Malerschule bei Karl Ferdinand Sohn und ab 1852 in Berlin Malerei studierte. Sie stand im Kontakt zum Kugler-Kreis, mit der Bremer Malerin Louise Kugler, dem Stettiner Schriftsteller und Kunsthistoriker Franz Kugler, dem Münchner Dichter und Novellist Paul Heyse und dem Rostocker Kunstkritiker Friedrich Eggers.

Bereits 1850 war sie mit drei Porträts in der Siebten Gemälde Ausstellung der Kunsthalle Bremen vertreten, wo sie bis 1874 an zahlreichen weiteren Ausstellungen teilnahm.
1855 bis 1957 unternahm Murtfeldt eine Studienreise nach Paris, wo sie ihre Fähigkeiten durch das Kopieren von Werken des Louvre schulte und im Atelier von Thomas Couture vertiefte. 1857 kehrte sie nach Bremen zurück und arbeitete hier zehn Jahre lang als Zeichenlehrerin in der Höheren Töchterschule von Meta Albers. 1868/69 reiste sie nach Italien. Anschließend richtete sie in Bremen mit Unterstützung von Kaufleuten wie Gildemeister, Nielsen und Treviranus ein Atelier ein, um sich nur noch der Malerei zu widmen. Bekannt wurde sie insbesondere durch ihre Porträts Bremer Familien.
Nach ihrem Tod 1888 widmete ihr die Kunsthalle auf Initiative von Arthur Fitger eine Retrospektive. Sie wurde auf dem Riensberger Friedhof beerdigt.